# Бул (Айдахо)
Бул (англ. Buhl) — місто в окрузі Твін-Фоллс, штат Айдахо, США. Згідно з переписом 2010 року населення становило 4122 особи, що на 137 осіб більше, ніж 2000 року.

## Географія
Бул розташований за координатами 42°35′54″ пн. ш. 114°45′36″ зх. д. / 42.59833° пн. ш. 114.76000° зх. д. (42.598314, -114.759920).  За даними Бюро перепису населення США в 2010 році місто мало площу 4,71 км², уся площа — суходіл.

## Демографія

### Перепис 2010 року
За даними перепису 2010 року, у місті проживало 4 122 особи у 1 596 домогосподарствах у складі 1 029 родин. Густота населення становила 874,4 ос./км². Було 1 766 помешкань, середня густота яких становила 374,6/км². Расовий склад міста: 81,9% білих, 0,2% афроамериканців, 0,7% індіанців, 0,2% азіатів, 0,1% тихоокеанських остров'ян, 13,8% інших рас, а також 3,1% людей, які зараховують себе до двох або більше рас. Іспанці та латиноамериканці незалежно від раси становили 24,9% населення.
Із 1 596 домогосподарств 34,3% мали дітей віком до 18 років, які жили з батьками; 47,9% були подружжями, які жили разом; 12,3% мали господиню без чоловіка; 4,2% мали господаря без дружини і 35,5% не були родинами. 30,3% домогосподарств складалися з однієї особи, у тому числі 15,5% віком 65 і більше років. У середньому на домогосподарство припадало 2,55 мешканця, а середній розмір родини становив 3,23 особи.
Середній вік жителів міста становив 35,4 року. Із них 29,3% були віком до 18 років; 7,1% — від 18 до 24; 23,9% від 25 до 44; 22,6% від 45 до 64 і 17% — 65 років або старші. Статевий склад населення: 48,7% — чоловіки і 51,3% — жінки.
Середній дохід на одне домашнє господарство  становив 43 185 доларів США (медіана — 32 730), а середній дохід на одну сім'ю — 48 880 доларів (медіана — 45 938). Медіана доходів становила 29 474 долари для чоловіків та 34 135 доларів для жінок. За межею бідності перебувало 21,2 % осіб, у тому числі 37,4 % дітей у віці до 18 років та 16,7 % осіб у віці 65 років та старших.
Цивільне працевлаштоване населення становило 1831 осіб. Основні галузі зайнятості: сільське господарство, лісництво, риболовля — 19,6 %, освіта, охорона здоров'я та соціальна допомога — 19,4 %, роздрібна торгівля — 16,8 %, виробництво — 14,9 %.

### Перепис 2000 року
За даними перепису 2000 року, у місті проживало 3 985 осіб у 1 561 домогосподарствах у складі 1 045 родин. Густота населення становила 915,8 ос./км². Було 1 689 помешкань, середня густота яких становила 388,2/км². Расовий склад міста: 86,80% білих, 0,03% афроамериканців, 0,75% індіанців, 0,73% азіатів, 0,03% тихоокеанських остров'ян, 9,16% інших рас і 2,51% людей, які зараховують себе до двох або більше рас. Іспанці та латиноамериканці незалежно від раси становили 15,76% населення.
Із 1 561 домогосподарств 33,3% мали дітей віком до 18 років, які жили з батьками; 52,0% були подружжями, які жили разом; 9,9% мали господиню без чоловіка, і 33,0% не були родинами. 29,2% домогосподарств складалися з однієї особи, у тому числі 17,8% віком 65 і більше років. У середньому на домогосподарство припадало 2,53 мешканця, а середній розмір родини становив 3,14 особи.
Віковий склад населення: 28,5% віком до 18 років, 8,9% від 18 до 24, 24,9% від 25 до 44, 18,7% від 45 до 64 і 19,0% від 65 років і старші. Середній вік жителів — 36 років. Статевий склад населення: 48,6 % — чоловіки і 51,4 % — жінки.
Середній дохід домогосподарств у місті становив $28 644, родин — $34 242. Середній дохід чоловіків становив $26 069 проти $17 069 у жінок. Дохід на душу населення в місті був $13 539. Приблизно 9,6% родин і 14,3% населення перебували за межею бідності, включаючи 17,6% віком до 18 років і 11,2% від 65 і старших.